# Округ Шенон (Мисури)
Шенон (енгл. Shannon County) је округ у америчкој савезној држави Мисури.

## Демографија
По попису из 2010. године број становника је 8.441, што је 117 (1,4%) становника више него 2000. године.
| Група             | 2000.         | 2010.         |
| Белци             | 7.864 (94,5%) | 8.014 (94,9%) |
| Афроамериканци    | 14 (0,2%)     | 17 (0,2%)     |
| Азијати           | 4 (0,0%)      | 15 (0,2%)     |
| Хиспаноамериканци | 77 (0,9%)     | 139 (1,6%)    |
| Укупно            | 8.324         | 8.441         |